# Regeringsformatie België december 1932
Na de verkiezingen voor het Belgisch Parlement op 27 november 1932 ging de formatie van een nieuwe Belgische regering van start. De formatie, die negen dagen duurde, leidde tot de vorming van de regering-De Broqueville IV.

## Verloop van de formatie

### Aanloop naar de formatie
Op 27 november 1932 vonden in volle economische crisis vervroegde verkiezingen plaats. De Katholieke Unie bleef de grootste partij en ging er een paar procenten op vooruit: haar resultaat steeg van 35 procent bij de vorige verkiezingen in 1929 naar 38 procent. De tweede grootste partij was de socialistische oppositiepartij BWP-POB, die een lichte overwinning boekte. Haar resultaat steeg van 36 naar 37 procent. De Liberale Partij, de coalitiepartner van de Katholieke Unie, leed dan weer een nederlaag en behaalde 14 procent, twee procent minder dan bij de vorige verkiezingen. De Vlaams-nationalistische Frontpartij ging er licht op achteruit en daalde van bijna 6 procent naar 5,6 procent, wat een verlies van drie zetels in de Kamer en eveneens drie zetels in de Senaat impliceerde. De kleinste partij in het parlement werd de communistische KPB-PCB, wier resultaat steeg van bijna 2 procent in 1929 naar bijna 3 procent bij deze verkiezingen en die twee Kamerzetels won.
Twee weken na de verkiezingen ging de feitelijke formatie van start. Op 11 december 1932 kwam de Landsraad van de Liberale Partij bijeen om na het slechte resultaat van de verkiezingen haar houding in de regeringsvorming te bespreken. De Landsraad kwam overeen dat voor de oppositie kiezen geen optie was, omdat dit ongepast zou zijn wegens de rampzalige financiële en economische toestand. De leden van de Landsraad spraken zich uit voor een drieledige regering met de katholieken, liberalen en socialisten. Als dat niet mogelijk zou blijken, wilden de liberalen voor een hernieuwde coalitie met de katholieken gaan, op voorwaarde dat het liberale programma omtrent het financieel en economisch herstel zou worden doorgevoerd en er een strenger toezicht op de toekenning van subsidiëring aan het katholiek onderwijs zou komen. De volgende dag voerde premier Charles de Broqueville (Katholieke Unie) een vergadering met invloedrijke figuren binnen zijn partij, ministers Prosper Poullet (Binnenlandse Zaken en Volksgezondheid), Gustaaf Sap (Openbare Werken), Hendrik Heyman (Nijverheid, Arbeid en Maatschappelijke Voorzorg), Paul Tschoffen (Koloniën) en Georges Theunis (Financiën), voormalig premier Jules Renkin, Kamerlid Robert de Kerchove d'Exaerde en senatoren Paul Segers en Georges Rutten, om de regeringsvorming voor te bereiden. Dezelfde dag kwam tevens de socialistische partijraad bijeen om haar houding in de regeringsonderhandelingen te bespreken en op 12 en 13 december had hij tevens een onderhoud met de liberale voorzitter Albert Devèze om de beslissingen van de liberale Landsraad te bespreken. Daarna zat hij opnieuw samen met de boegbeelden van de Katholieke Unie, waarna de Broqueville dezelfde dag nog het ontslag van de regering-De Broqueville III meedeelde aan koning Albert I.

### Formateur Charles de Broqueville (14 december - 19 december 1932)

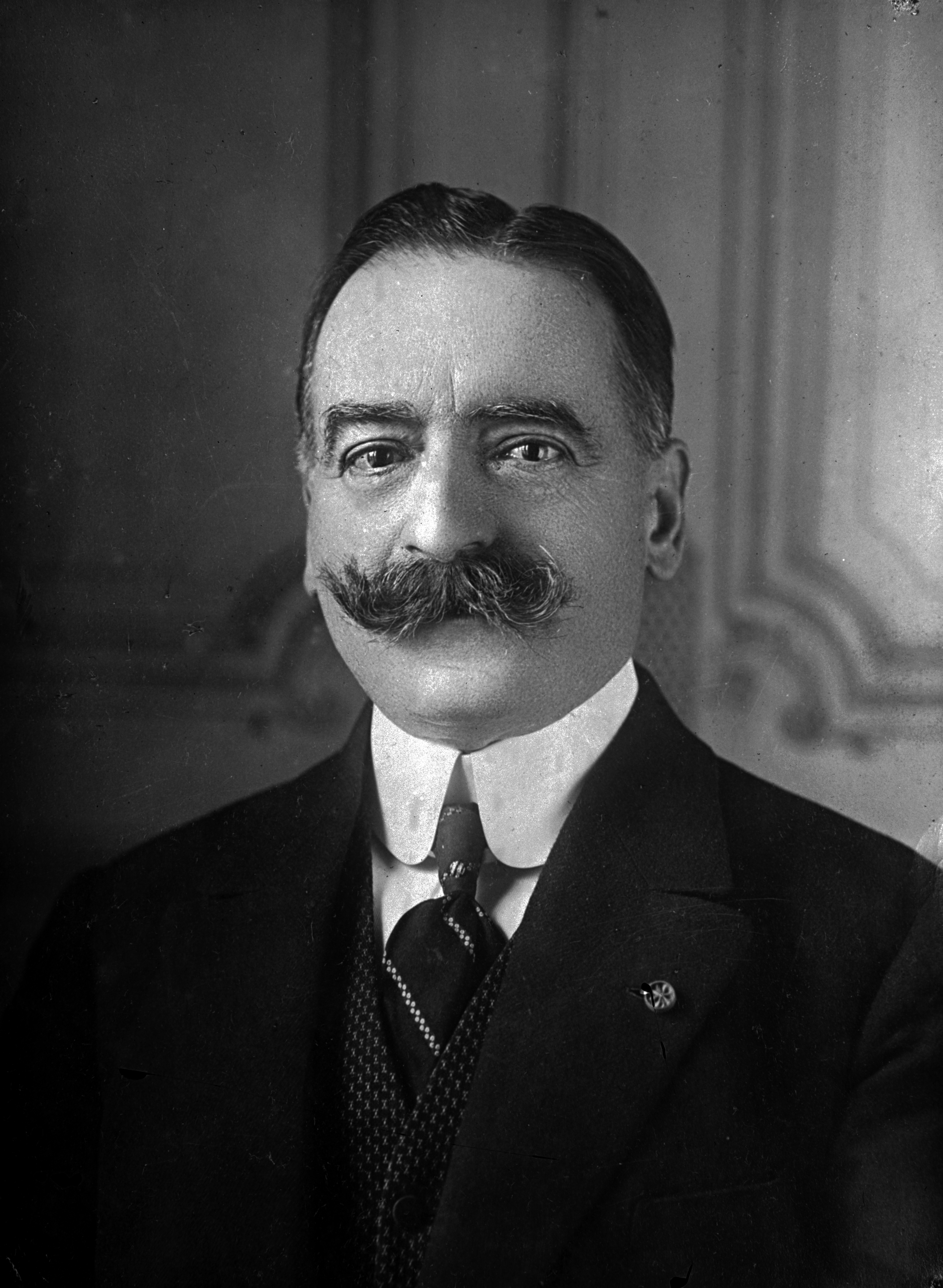
Charles de Broqueville.

De volgende ochtend werd premier Charles de Broqueville belast met de vorming van een nieuwe regering. Alvorens hij aan echte onderhandelingen zou beginnen, wilde hij het antwoord van de socialisten afwachten op de brief die de liberale voorzitter Devèze de dag voordien met toestemming van de Broqueville aan de socialistische leider Emile Vandervelde had laten bezorgen, waarin hij de socialisten verzocht om hun medewerking te verlenen aan een drieledige regering. In deze brief vermeldde Devèze tevens de voorwaarden die de liberalen stelden om deel te nemen aan dergelijke regering: een versterking van de landsverdediging aan de grenzen, een strengere aanpak van acties van communisten en separatisten, het krachtdadiger bestraffen van misbruiken in de sociale voorzorg, de oprichting van een ministerie van Openbaar Onderwijs dat bevoegd zou zijn voor alle onderwijsnetten en een strenger toezicht op de toekenning van subsidies aan het katholiek onderwijs. Ondertussen ontbood hij minister van Financiën Georges Theunis, voormalig premier Henri Jaspar (katholiek), de katholieke ministers Gustaaf Sap en Prosper Poullet, de liberale voorzitter Albert Devèze en minister van Kunsten en Wetenschappen Maurice August Lippens (liberaal) om het toekomstige regeringsprogramma te bespreken.
Op 15 december kwam de socialistische partijraad samen om zich te buigen over de brief van Devèze. De partijraad vond dat Devèze de gang van zaken in de formatie niet had gerespecteerd, omdat hij zijn brief over de vorming van een drieledige regering aan Vandervelde had overgemaakt nog voor de Broqueville officieel tot formateur was aangesteld. De socialisten vonden dat het initiatief van Devèze van de formateur had moeten komen en wilden daarom diens voorstellen niet in overweging nemen en ook niet toetreden tot een regering. Hierdoor bleef een hernieuwde katholiek-liberale coalitie als enige mogelijke regeringsformule over. Na de weigering van de socialisten om aan verdere onderhandelingen deel te nemen zette de Broqueville zijn onderhandelingen over het regeringsprogramma verder en raadpleegde hij achtereenvolgens minister van Koloniën Paul Tschoffen, senator Georges Rutten en minister van Buitenlandse Zaken Paul Hymans (liberaal), minister van Landbouw Gustaaf Sap en het katholieke Kamerlid Frans Van Cauwelaert om hen een portefeuille in de nieuwe regering aan te bieden. Hierbij weigerden Rutten en Van Cauwelaert toe te treden tot de regering. Vervolgens ontving de Broqueville een delegatie van de christendemocratische vleugel van de Katholieke Unie bestaande uit Edmond Rubbens, Hendrik Marck, Cyrille Van Overbergh en Henri Pauwels om hun voorwaarden voor regeringsdeelname te bespreken. De christendemocraten kregen van de Broqueville de garantie dat niet geraakt zou worden aan de sociale wetten en dat de bestaande taalwetten strikter zou worden toegepast. Op het vlak van onderwijs wilden de christendemocraten niet dat een ministerie van Openbaar Onderwijs zeggenschap zou hebben over het landbouw- en het vrij technisch onderwijs. Daarna had de Broqueville nog een onderhoud met de liberale minister Maurice August Lippens en de liberale voorzitter Albert Devèze.
Op 16 december ontving de formateur Frans Van Cauwelaert om er bij hem opnieuw op aan te dringen om tot de regering toe te treden, maar hij weigerde opnieuw. Vervolgens ontving hij nog de liberale senator Octave Dierckx en de katholieke minister Paul Tschoffen. In de namiddag was er opnieuw een onderhoud tussen de Broqueville en Albert Devèze, waar de laatste contouren van het regeringsprogramma werden vastgelegd. Daarna kwamen de liberale Kamer- en Senaatsfracties samen om het ontwerpakkoord van de Broqueville en Devèze goed te keuren. De speerpunten hiervan waren
- het behoud van het vrijhandelsbeleid, protectionistische maatregelen konden pas doorgevoerd worden als de noodzakelijkheid daarvan werd bewezen.
- de invoering van een wet ter bestraffing van smaad jegens de Belgische nationale symbolen en wetten ter bescherming van revolutionaire acties van communisten en separatisten en de verdediging van de Belgicistische gedachte.
- een versterking van de landsverdediging aan de grenzen om de onschendbaarheid van het grondgebied te waarborgen.
- de oprichting van een ministerie van Openbaar Onderwijs dat medezeggenschap zou hebben over het landbouw- en het vrij technisch onderwijs. Beslissingen over deze onderwijsnetten moesten evenwel genomen worden met toestemming van het ministerie van Landbouw (landbouwonderwijs) en het ministerie van Arbeid en Nijverheid (vrij technisch onderwijs).
- een verstrenging van de toekenning van subsidies aan katholieke scholen en de oprichting van een parlementaire commissie die een schoolvrede tussen het katholiek onderwijs en het gemeenschapsonderwijs moest verwezenlijken.

Na de goedkeuring van het ontwerpprogramma door de liberale fractie concentreerde formateur de Broqueville zich verder op de verdeling van de ministerportefeuilles en ontving hij  de katholieke Kamerlid Philip Van Isacker en de liberale ministers Maurice August Lippens en Paul Hymans. Na deze ontmoetingen deelde de Broqueville aan de pers de namen mee van de politici die al hadden toegezegd om toe te treden tot de regering, waarbij nog vier ministerposten moesten worden ingevuld: Landbouw, Nijverheid en Arbeid, Openbaar Onderwijs en Landsverdediging. De volgende dag ontstonden er binnen de Liberale Partij spanningen over de verdeling van de portefeuilles. Uittredend minister van PTT François Bovesse eiste de ministerpost Landsverdediging op en wilde anders niet in de regering stappen, er rees verzet tegen de aanstelling van Octave Dierckx tot minister van Verkeerswezen en voorzitter Albert Devèze zette eveneens zijn zinnen op een ministerpost, hoewel hij eerder had aangegeven dat hij uit de regering zou blijven. Omdat de spanningen zodanig hoog opliepen, riskeerde de formateursopdracht van de Broqueville te mislukken. Vervolgens verzocht hij koning Albert I om in te grijpen, waarna die de uittredende liberale ministers Paul Hymans, Paul-Emile Janson, Maurice August Lippens en Pierre Forthomme en de liberale voorzitter Albert Devèze naar het Paleis sommeerde om hen te dwingen om toe te treden tot de regering en zo de rust bij de liberalen te laten weerkeren. De liberale boegbeelden gaven gehoor aan de koning en dezelfde dag nog bereikte de Broqueville een akkoord over de samenstelling van de regering-De Broqueville IV, die naast vijf liberalen zeven katholieken telde. Op 19 december legden de nieuwe ministers in de regering de eed af in handen van de koning.
Op 22 december las premier de Broqueville in de Kamer de regeerverklaring voor. Naast eerder genoemde speerpunten wilde de regering verder werk maken van het financiële herstel na de Grote Depressie, de opbrengst van de bestaande belastingen doen stijgen, de taalwetten strikt laten toepassen en de sociale wetgeving behouden, waarbij wel getracht zou worden om misbruiken in het systeem tegen te gaan. De volgende dag kreeg de regering het vertrouwen. Op 27 december werd de regeerverklaring voorgelezen in de Senaat, waarna ook deze assemblee op 29 december haar vertrouwen aan de regering schonk.
1919 · 1920 · 1921 · 1923 · 1924 · 1925 · 1926 · 1927 · 1929 · 1931 · mei 1932 · okt. 1932 · dec. 1932 · jun. 1934 · nov. 1934 · 1935 · 1936 · 1937 · 1938 ·  feb. 1939 · apr. 1939 · 1940 · 1944 · 1945 · feb-mrt 1946 · jul-aug 1946 · 1947 · 1948 · 1949 · jun 1950 · aug 1950 · 1952 · 1954 · jun. 1958 · nov. 1958 · 1961 · 1965 · 1966 · 1968 · 1971/72  · 1972/73 · 1974 · 1977 · 1978 · 1978/79 · apr.-mei 1980 · okt. 1980 · apr. 1981 · nov.-dec. 1981 · 1985 · oktober 1987 · 1987/88 · 1991/92 · 1995 · 1999 · 2003 · 2007 · 2008 · 2010/11 · 2014 · 2019/20 · 2024/25